# Pravastatine
Pravastatine is een cholesterolsyntheseremmer uit de groep van de statines. Het is een specifieke competitieve remmer van HMG-CoA-reductase, een enzym dat een essentiële rol speelt bij de biosynthese van cholesterol. Remming van deze synthese heeft onder andere toename van het aantal LDL-receptoren in de lever tot gevolg. Dit resulteert in verlaging van de LDL-cholesterolplasmaspiegel. Het verlaagt daarnaast het VLDL-cholesterol en de triglyceriden en verhoogt enigszins het HDL-cholesterol en apolipoproteïne A in het plasma.
Werking: binnen een week, maximaal na vier weken.

## Indicaties
- Behandeling van primaire hypercholesterolemie of gemengde dyslipidemie indien dieet en andere maatregelen alléén niet voldoende zijn.
- Primaire preventie. Verlaging van cardiovasculaire mortaliteit en morbiditeit bij patiënten met matige of ernstige hypercholesterolemie en met een verhoogd risico op een eerste cardiovasculaire event, als toevoeging aan een dieet.
- Secundaire preventie bij een eerder doorgemaakte hartinfarct of een onstabiele angina pectoris met een normale of verhoogde cholesterolspiegel, als aanvulling op andere maatregelen.
- Hyperlipidemie als gevolg van immunosuppressieve therapie na een orgaantransplantatie.[1]

## Kinetische gegevens
- Dosering bij voorkeur 1x per dag 's avonds.
- Biologische beschikbaarheid = 17% door uitgebreid first-pass-effect.
- Maximale spiegel = 1–1½ uur.
- Verdelingsvolume = 0,5 l/kg.
- Eliminatiehalveringstijd: 1½–2 uur.
- Eliminatie: met de urine 20%, met de feces 70%.

Metabolisering gebeurt NIET door het CYP450 tot nagenoeg onwerkzame metabolieten.
Pravastatine wordt dus niet gemetaboliseerd door het cytochroom P450 systeem in een
klinisch significante mate. Daarom kunnen substraten of remmers van het
cytochroom P450 systeem worden toegevoegd aan een stabiel pravastatine regime
zonder veroorzaking van significante veranderingen van de plasmaspiegels van
pravastatine, zoals WEL bij andere statines is vastgesteld.

## Nevenwerkingen
- Soms
  - Maag-darmklachten (misselijkheid, buikpijn, obstipatie, flatulentie, zuurbranden of diarree)
  - Hoofdpijn, duizeligheid, wazig zien, vermoeidheid
  - Huiduitslag en jeuk
  - Verkoudheid
- Zelden
  - Spierpijn en gewrichtspijn
  - Ernstige overgevoeligheidsreactie
- Zeer zelden
  - Leverontsteking
  - Ontsteking van de alvleesklier
  - Doof of tintelend gevoel in de ledematen

## Wisselwerkingen
- Bepaalde middelen tegen hiv en aids: Efavirenz, Nevirapine, Lopinavir en Ritonavir
- Gemfibrozil verhoogt de kans op spierklachten. Gelijktijdig gebruik van cholesterolsyntheseremmers en immunosuppressiva (bijvoorbeeld ciclosporine)[3], fibraten, ezetimibe of nicotinezuur vermeerdert de kans op myopathie.